# Dicaeum pectorale
Dicaeum pectorale е вид птица от семейство Dicaeidae.

## Разпространение
Видът е разпространен в Индонезия и Папуа Нова Гвинея.